# Valderrebollo
Valderrebollo è un comune spagnolo di 31 abitanti situato nella comunità autonoma di Castiglia-La Mancia.